# Feliks Falk
Feliks Falk ps. Robert F. Lane, Edward Neyman (nascut el 25 de febrer de 1941) és un director de cinema i teatre polonès i també escriptor de pel·lícules. guions, obres teatrals, obres de televisió i programes de ràdio. Llicenciat el 1966 a l'Acadèmia de Belles Arts de Varsòvia, també és pintor i artista gràfic. Falk és un dels creadors de l'onada de la cinematografia polonesa dels anys 70, anomenada Cinema de l'inquietud moral. Les seves pel·lícules més famoses són Wodzirej (1977) i Samowolka (1993). Falk ha guanyat diversos premis de cinema importants. La seva pel·lícula de 1987 Bohater roku va ser presentada al 15è Festival Internacional de Cinema de Moscou on va guanyar el Premi FIPRESCI de la Federació Internacional de la Premsa Cinematogràfica i un premi especial.

## Filmografia
- 1973: Nocleg
- 1975: Obrazki z życia
- 1975: W środku lata
- 1978: Wodzirej
- 1979: Obok
- 1979: Szansa
- 1981: Był jazz
- 1984: Idol
- 1986: Bohater roku
- 1986: Nieproszony gość
- 1989: Kapitał, czyli jak zrobić pieniądze w Polsce
- 1991: Koniec gry
- 1993: Samowolka
- 1994: Lato miłości
- 1995: Daleko od siebie
- 2000: Twarze i maski
- 2005: Komornik
- 2005: Solidarność, Solidarność...
- 2009: Enen
- 2010: Joanna